# Backbone.js
Backbone es una herramienta de desarrollo/API para el lenguaje de programación Javascript con una interfaz RESTful por JSON, basada en el paradigma de diseño de aplicaciones Modelo Vista Controlador. Está diseñada para desarrollar aplicaciones de una única página y para mantener las diferentes partes de las aplicaciones web (p.e. múltiples clientes y un servidor) sincronizadas.
Fue desarrollado por Jeremy Ashkenas, que también escribió CoffeeScript. La biblioteca comenzó su vida como parte de la  base de código de DocumentCloud, un proyecto de código abierto que ofrece a los periodistas con la capacidad de cargar y anotar documentos en forma colaborativa.

## Uso[4]
Las siguientes aplicaciones web están construidas con Backbone.js:
- Airbnb
- BitTorrent.com
- Diaspora
- DocumentCloud
- Groupon Now
- LinkedIn Mobile
- Pandora Radio
- SugarCRM
- Trello